# Могіндер Лал
Могіндер Лал (1 червня 1936 — 1 липня 2004) — індійський хокеїст на траві.
Олімпійський чемпіон 1964 року, срібний призер 1960 року.
Переможець Азійських ігор 1966 року.